# La Planète verte
 (septembre 2011).
Si vous disposez d'ouvrages ou d'articles de référence ou si vous connaissez des sites web de qualité traitant du thème abordé ici, merci de compléter l'article en donnant les références utiles à sa vérifiabilité et en les liant à la section « Notes et références ».
La Planète verte est une émission de télévision québécoise de marionnettes à tige diffusée à partir de septembre 1983 sur la chaîne TVJQ.